# Altingiaceae
Classification APG III (2009)
Famille
La famille des Altingiaceae (Altingiacées) regroupe des plantes dicotylédones.
Ce sont des arbres ou des arbustes, à feuilles persistantes ou caduques, alternes, des régions tempérées à tropicales tels que, par exemple, le copalme d'Amérique (Liquidambar styraciflua), un arbre au feuillage vert devenant rouge flamboyant en automne.

## Étymologie
Le nom vient du genre type Altingia nommé en l'honneur de Willem Arnold Alting (en) (1724–1800), gouverneur général des indes néerlandaises. Altingia fut un synonyme de Liquidambar, nom composé du latin liquidus, liquide, et de ambar (en arabe : أمبار, ambre, baume), se référant à la sève résineuse sucrée.

## Classification
La classification phylogénétique situe cette famille dans l'ordre des Saxifragales.

## Liste des genres
Selon NCBI (23 février 2018) :
- Altingia (de)
- Liquidambar

Selon Angiosperm Phylogeny Website (23 février 2018) :
- Liquidambar

Selon DELTA Angio (27 avr. 2010) :
- Altingia
- Liquidambar
- Semiliquidambar

Ces genres étaient anciennement classés dans les Hamamelidaceae.

## Liste des espèces du genreAltingia
Selon NCBI (27 avr. 2010) :
- Altingia chinensis
- Altingia excelsa
- Altingia gracilipes
- Altingia obovata
- Altingia poilanei
- Altingia siamensis
- Altingia yunnanensis